# 대한민국 민법 제1073조
대한민국 민법 제1073조는 유언의 효력발생시기에 대한 민법 상속법 조문이다.

## 조문
제1073조(유언의 효력발생시기) ① 유언은 유언자가 사망한 때로부터 그 효력이 생긴다.
②유언에 정지조건이 있는 경우에 그 조건이 유언자의 사망후에 성취한 때에는 그 조건성취한 때로부터 유언의 효력이 생긴다.

第1073條(遺言의 效力發生時期) ① 遺言은 遺言者가 死亡한 때로부터 그 效力이 생긴다.
②遺言에 停止條件이 있는 境遇에 그 條件이 遺言者의 死亡後에 成就한 때에는 그 條件成就한 때로부터 遺言의 效力이 생긴다.

## 참고 문헌
- 오현수, 일본민법, 진원사, 2014. ISBN 978-89-6346-345-2
- 오세경, 대법전, 법전출판사, 2014 ISBN 978-89-262-1027-7
- 이준현, LOGOS 민법 조문판례집, 미래가치, 2015. ISBN 979-1-155-02086-9